# Panaspis annobonensis
Panaspis annobonensis (змієокий сцинк аннобонський) — вид сцинкоподібних ящірок родини сцинкових (Scincidae). Ендемік Екваторіальної Гвінеї.

## Поширення і екологія
Аннобонські змієокі сцинки є ендеміками острова Аннобон у Гвінейській затоці. Вони зустрічаються по всьому острову, за винятком сильно урбанізованих районів, серед опалого листя.